# Progg
Progg eller Musikrörelsen, den svenske musikbevægelse eller den progressive musikbevægelse, i nutidigt sprogbrug normalt omtalt som "proggen"
(ikke at forveksle med "prog" som i progressiv rock), var et svensk musikfænomen, stærkt påvirket af ungdomsoprøret i 1960'erne, den amerikanske hippiebevægelse, og med mange også den svenske folkemusik. Denne bevægelse, som havde sin storhedstid i første halvdel af 1970'erne, var genremæssigt meget heterogen og havde oprindeligt til formål at fremme de forskellige former for musik, som kommercielle pladeselskaber ikke opfattede som økonomisk interessant, men den kom over tid til at blive domineret af en tiltagende venstrefløjspolitisering. Folk, der optræder eller lytter til musik relateret til bevægelsen, kaldes normalt proggare.
Inden for bevægelsen var der også en dille for gør det selv kultur, en fremme af alles muligheder for at lave musik sammen, hvor den egen og fælles musikalske oplevelse var i centrum. Det var musik at deltage i, ikke primært at lytte til. Dette kom blandt andet til udtryk i spontane og organiserede interaktioner på festivaler og i andre sammenhænge. Grupper som Iskra og Ljudlekslänken organiserede også sådanne spillemuligheder i form af workshops og seminarer, nogle gange med instrumentbygning som en del. En anden effekt af denne gør-det-selv-kultur var fremkomsten af et stort antal kunstnere, bands, pladeselskaber og andre distributionskanaler inden for musikbevægelsen.

## Prog vs Progressiv Rock
Den svenske prog skal ikke forveksles med det engelske udtryk progressiv musik og især da progressiv rock, på svensk progrock, eller progressiv trance, som kaldes prog. Nogle svenske prog-musikere og -grupper anses dog for at have spillet progressiv rock i denne forstand. Det diskuteres, hvem disse er, men Bo Hansson, Ragnarök, International Harvester, Kaipa, Kebnekajse og Samla Mammas Manna nævnes normalt som eksempler.

## Historie
I slutningen af 1960'erne begyndte der at dannes alternative bands, men bevægelsen opstod først fuldt ud i sommeren 1970. En stor alternativ musikfestival blev afholdt på marken Gärdet i Stockholm mellem 12. juni og 14. juni. Festivalen var ulovlig, da der ikke var opnået tilladelse til den. Det nye uafhængige pladeselskab Silence udgav en opsamlingsplade med musik fra festivalen som deres første plade, og signerede nogle af de bands, der spillede, herunder Träd, Gräs och Stenar og Gudibrallan. I 1971 blev MNW Music dannet. I løbet af resten af årtiet havde progg-bevægelsen en stærk position i Sveriges musikalske landskab.
I slutningen af 1970'erne begyndte bevægelsen dog at falde, da mange af bandsene gik i opløsning og musikfora blev lukket. De venstreorienterede idealer blev mindre dominerende blandt de unge, og rocken og folkemusikken tabte også i popularitet mod nye genrer som hård rock og elektronisk musik.

## Bevægelsen
Baggrunden for musikbevægelsens opståen kan spores til det musikalske klima, der herskede i løbet af 1960'erne. Ungdomskulturen var dengang fuldstændig domineret af radioprogrammet Tio i topp, og de unge, der ønskede at få succes som musikere, var stort set henvist til at forsøge at kopiere angelsaksiske forbilleder som Beatles eller Rolling Stones for at få en pladekontrakt. De kommercielle pladeselskaber var uinteresserede i at udgive plader, der ikke blev vurderet til at kunne blive Top Ti-succeser.
Mange musikere og folk, der arbejdede med musik i slutningen af 1960'erne, var af samme grund imod popmusikkens kommercialisering og musikbevægelsen ville gerne vise, at der faktisk var interesse blandt de unge for andre typer musik. Pladeselskaberne Silence og MNW blev dannet og begyndte at indspille og udgive denne nye musik. De oprettede et nyt distributionsselskab, SAM-distribution, som distribuerede de alternative pladeselskabers plader, og såkaldte musikfora, steder hvor koncerter kunne afholdes uden en kommerciel mellemmand som f.eks. almindelige koncertarrangører. blev skabt i mange svenske byer. I midten af 1970'erne eksisterede omkring 75 musikfora. Ordet, der generelt blev brugt om bevægelsen, var musikrörelsen, som betyder musikbevægelsen.
I 1977 flyttede pladeselskabet Silence deres studie til den lille landsby Koppom i skovene i provinsen Värmland.

## Musikken og moden
Progg havde ikke en ensartet lyd og rummede et bredt spektrum af musikalske stilarter. Der var også en bred vifte af kunstnere, herunder Bo Hansson, Kebnekajse, Södra bergens balalaikor, Blå Tåget, Hoola Bandoola Band, Nationalteatern, Dag Vag, og Jan Hammarlund. De fleste tekster var på svensk, mens engelsk var fællessproget for anden pop og rock i Sverige på det tidspunkt.
Som i andre subkulturer udviklede der sig en mode inden for musikbevægelsen, der havde til formål at udtrykke et kulturelt gruppetilhørsforhold, og som kunne kaldes en "ideologisk mode". Produkterne skulle helst være produceret biodynamisk efter etiske principper, og håndværk og det hjemmelavede fik status. Typiske accessoires var skæg, runde briller, cowboybukser, batik, palæstinensertørklæde, jakke med frynser og samisk inspirerede næbstøvler (svensk: näbbstövlor). Et populært tøjmærke var det Stockholm-baserede Mah-Jong, som blandt andet etablerede unisexmoden og "den bløde mand" (svensk: velourmannen) i Sverige.

## Politiske standpunkter
Progg-bevægelsen tog et klart standpunkt imod kapitalisme og kommercialisme, men det var på ingen måde en homogen bevægelse.
De politiske meninger spændte fra alt fra anarkisme og kommunisme til mindre tydeligt udtalte generelle venstreorienterede meninger. Forholdet til det regerende Svensk socialdemokratisk parti var ikke så godt, hvilket kan eksemplificeres ved sangen "Sosse" ("Socialdemokrat") af Gudibrallan. Få mennesker i bevægelsen var medlemmer af noget politisk parti, selvom et par kommunistiske partier startede deres egne pladeselskaber, som sluttede sig til bevægelsen.
’’De förenade FNL-grupperna’’ var en stærk bevægelse til støtte for den Nationale front for befrielsen af Sydvietnam, og progg-bands spillede ofte ved deres demonstrationer. Progg-bands spillede også ved andre store demonstrationer på det tidspunkt, såsom fx protesten, der formåede at stoppe nedskæringen af elmetræerne i parken Kungsträdgården i Stockholm (1971),og protesterne i Båstad (1975) for at stoppe tenniskampe mod tennisspillere fra det Pinochet-regerede Chile.

## Tiltagende politisering og fald
I 1972 startede musiktidsskriftet Musikens makt i Vaxholm, der fra 1973 havde hovedredaktion i Gøteborg, og blev musikbevægelsens hovedorgan. I dette tidsskrift, som var stærkt venstreorienteret, blev der ofte rettet hård kritik, især af Tommy Rander, ikke kun mod den traditionelle musikindustri, der blev opfattet som for kommercielt orienteret, men også mod musikerne og musikgrupperne inden for prog-bevægelsen, som blev kritiseret for ikke at have et tilstrækkeligt klart socialistisk budskab. De bands, der spillede instrumentalmusik, blev særligt hårdt kritiseret, noget der stod i skarp kontrast til den åbenhed over for forskellige musikalske former, der prægede de første musikfester på Gärdet. Denne tiltagende politisering førte til modsætninger inden for musikbevægelsen, dels mellem grupper med tilknytning til kommunistpartierne KFML og KFML(r) og dels mellem disse og mellem de bevægelsens mere hippieinspirerede elementer.Disse modsætninger anses for at have været begyndelsen til slutningen for musikbevægelsen. Konsekvensen var, at bands som Contact og senere Kebnekajse og sangeren Turid forlod de progressive pladeselskaber, mens Ulf Lundell fik afslag fra MNW, da han ville udgive sin første album på dette selskab.
I marts 1975 blev Alternativfestivalen afholdt i Stockholm som en protest mod Melodifestivalen. Særligt berømt herfra var Ulf Dageby, som under navnet "Sillstryparn" fremførte sangen Doin' the immoral schlagerfestival. Heri blev der vist dyb foragt for den musik, der i Sverige hovedsageligt var repræsenteret af Stikkan Anderson og ABBA. Denne type musik blev anset for at sænke den politiske bevidsthed og styre musikken mod masseforbrugspop, hvor teksterne for det meste bestod af harmløse kærlighedstemaer og ikke politiske protester.
Efter at Hoola Bandoola Band blev opløst i 1976 og Turid brød med musikbevægelsen i 1977, blev den i stigende grad præget af stridigheder om, hvad der var politisk korrekt. Inden for det maoistiske SKP (tidligere KFML) gik man nu så langt som til at fordømme rockmusikken. I et skrift udgivet på Oktoberförlaget med titlen Folket har aldrig segrat till fiendens musik (1977) blev det hævdet, at al rockmusik er reaktionær og imperialistisk fordi den opstod i USA. Dette var næppe nogen succes uden for de maoistiske organisationer, og førte blandt andet til, at rockbandet Fiendens musik valgte sit navn i direkte opposition mod denne tolkning af rockmusikken. Maoisterne var i stedet vilde med folkemusik, og de begyndte at mytologisere den svenske folkemusiktradition på en måde, der nærmede sig et nationalromantisk syn på denne musik. 

## Efterdønninger
Nogle af kunstnerne fra progg-bevægelsen har fortsat med at spille musik og formået at forblive populære gennem årene, for eksempel Björn Afzelius, Mikael Wiehe, Totta Näslund og Peps Persson.
Der har været et stereotypt billede af progg som noget forældet og spredt ud fra 1970'erne. På den anden side har mange progg-bands siden slutningen af 1990'erne oplevet en vis renæssance, hvor mange gamle progg-bands er genforenet til koncerter og nye plader, for eksempel Träd, Gräs och Stenar og Samla Mammas Manna. Nogle bands, som Nationalteatern, tager stadig på lange turnéer i det 21. århundrede og opfører deres gamle sange for en ny generation. Silence har genudgivet meget af deres katalog fra 1970'erne på CD, og gamle LP'er med progg-musik sælges til høje priser.
Der er nye musikere, som har referencer til progg-musikken, og nogle gange kaldes nyprogg (ny progg), for eksempel Dungen, Hovet, Cirkus Miramar og Doktor Kosmos.